# Han Shundi
Pour les personnages homonymes, voir Shundi.
Shundi (漢順帝 / 漢顺帝, pinyin hàn shùn dì), de son nom personnel Liu Bao (劉保) (115-septembre 144), empereur de Chine issu de la dynastie Han, régna sur la Chine de 125 à septembre 144 ap. J.-C.
L'empereur Shundi était le fils unique de l'empereur Andi qui mourut en 125.